# Irena Kamecka
Irena Kamecka, coniugata Jaźnicka (7 dicembre 1915 – 12 febbraio 1968), è stata una cestista polacca.
Era la moglie di Henryk Jaźnicki e la sorella di Maria Kamecka.

## Carriera
Con la Polonia ha disputato i Campionati europei del 1938, vincendo la medaglia di bronzo, e i Campionati europei del 1950.